# Zina Šťovíčková
Zina Šťovíčková (* 30. května 1990 Nový Bor) je česká modelka a II. česká vicemiss 2009.

## Osobní život
Pochází z Nového Boru, kde také navštěvovala základní školu.[zdroj?]
V roce 2009 maturovala na gymnáziu v Praze 9. Od září 2009 studovala Pedagogické fakultě Univerzity Karlovy dvouobor Francouzský jazyk se zaměřením na vzdělávání - Základy společenských věd se zaměřením na vzdělávání v studijním programu Specializace v pedagogice. Studium ale přerušila, když se přestěhovala za přítelem do Miami. V USA studovala nový obor Business management.[zdroj?]
Od března 2011 se usadila v Miami na Floridě, kde žije se svým přítelem, americkým modelem Matthewem Fieldsem. Seznámili se v roce 2009 v Aténách, kde pracovali pro stejnou modelingovou agenturu. V té době však byl jejím přítelem ještě Antonín Paseka. Pracuje zde jako modelka a fotí pro známé návrháře a natáčí reklamy, například celosvětovou pro Old Spice.[zdroj?]
V roce 2013 se vrátila do České republiky, aby zde dokončila studium a v červnu 2013 složila bakalářské státnice.
Ovládá plynule anglicky a francouzsky jazyk.[zdroj?]

## Miss
V roce 2009 se zúčastnila České Miss a stala se II. českou vicemiss. Po tomto úspěchu pracovala celé léto jako modelka v Athénách a Istanbulu. Poté reprezentovala Česko na Miss Intercontinental 2009. Šaty měla od návrhářky Jiřiny Tauchmanové. Zde se ale neumístila.[zdroj?]
Nechala se nafotit pro pánský magazín FHM.
Kvůli své nádherné tváři je přirovnávána k Monice Bellucciové nebo Angelině Jolie.[zdroj?]